# Zeekr X
Zeekr X – elektryczny samochód osobowy typu crossover klasy kompaktowej produkowany pod chińską marką Zeekr od 2023 roku.

## Historia i opis modelu

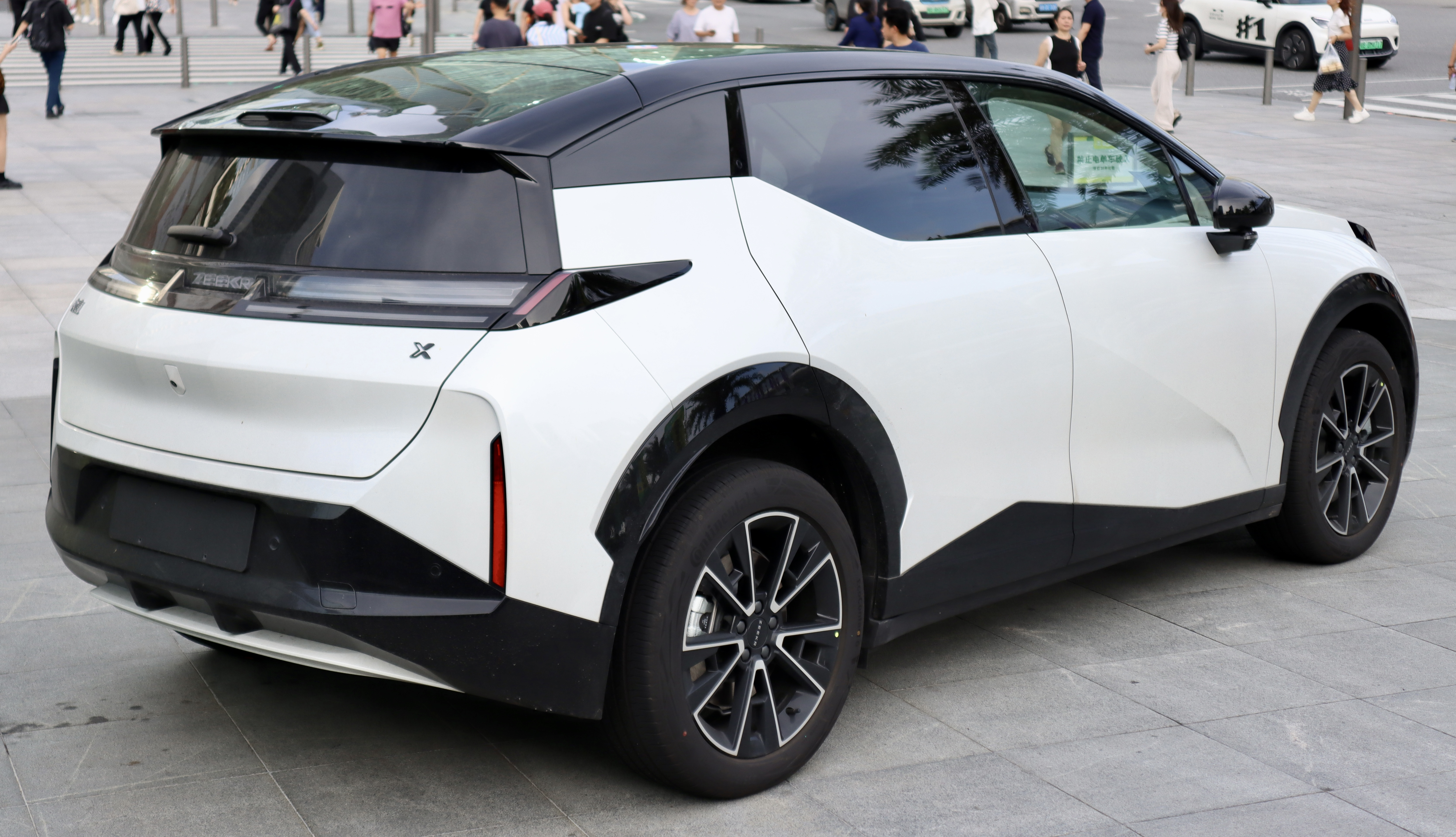
Zeekr X - tył

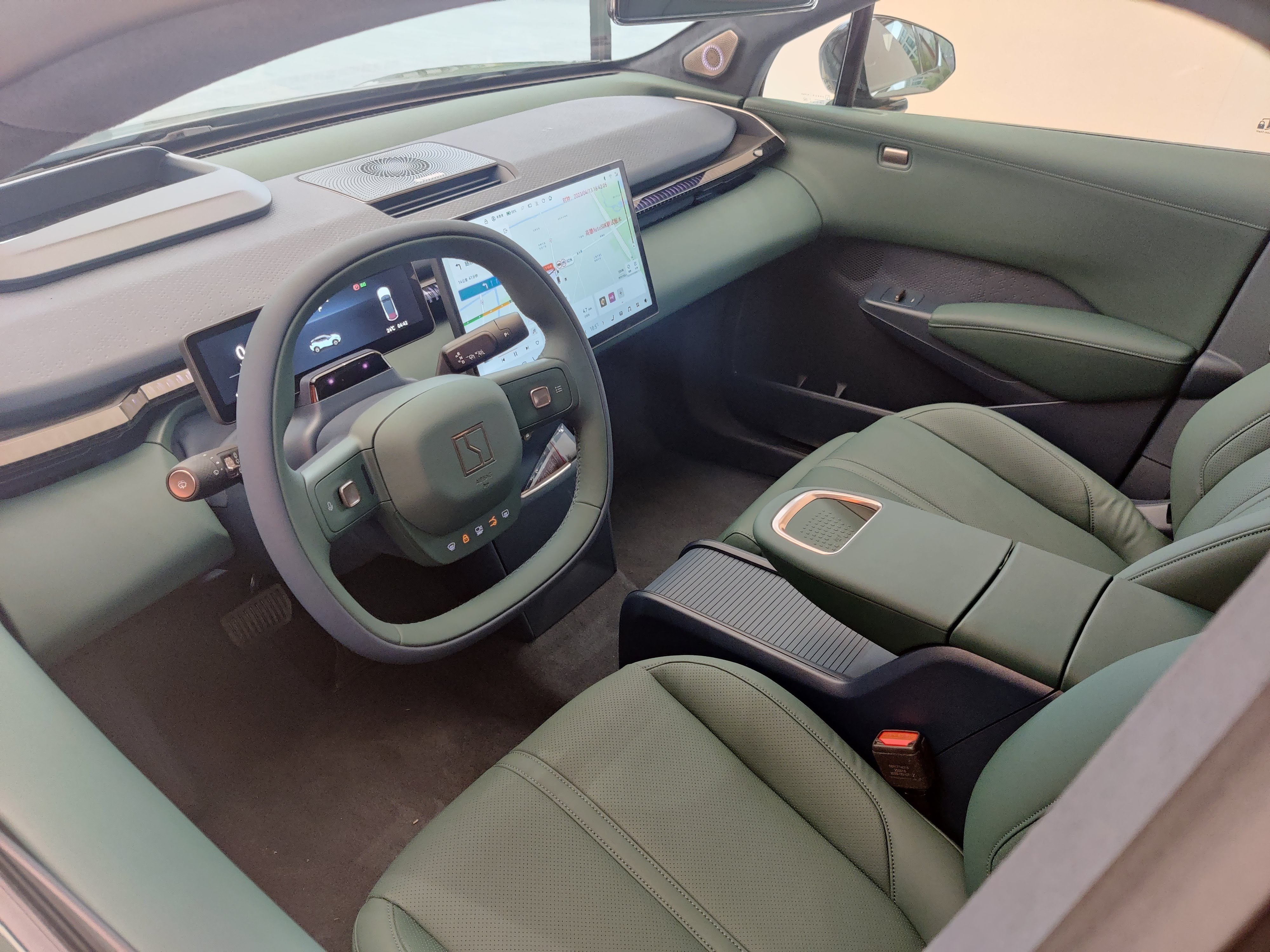
Zeekr X - kokpit

Trzecim modelem pozycjonowanej wyżej marki Zeekr koncernu Geely został kompaktowy crossover, który opracowany został w szwedzkim biurze w Göteborgu. Pojazd oparty został na nowej generacji modułowej platformy koncernu Geely SEA dedykowanej samochodom elektrycznym, dzieląc ją z modelem Smart #1, a także kompaktowym Smartem #3 i Volvo EX30 oraz planowanym wówczas samochodem elektrycznym polskiej marki Izera.
Wbrew wcześniejszym spekulacjom, samochód nie otrzymał nazwy "003", lecz "X", podkreślając podwyższone i muskularnie zarysowane nadwozie z awangardowymi detalami i licznymi ostrymi liniami. Podwójne reflektory współgrają z wyraźnie zarysowanymi nadkolami, wąskim słupkiem C, a także nieregularnie ukształtowanymi reflektorami LED. Charakterystycznymi detalami stały się pozbawione ramek lusterka boczne, a także ukryte klamki drzwi.
Kabina pasażerska utrzymana została w surowym, minimalistycznym wzornictwie opartym na jasnych materiałach wykończeniowych. Niewielki środkowy tunel rozdzielono od wysoko zawiesznej deski rozdzielczej, którą przyozdobił cyfrowy wyświetlacz zegarów oraz duży, centralny dotykowy ekran systemu multimedialnego. Wyświetlacz o przekątnej 14,6 cala można przesuwać między konsolą centralną a miejscem pasażera po wbudowanej szynie, umożliwiając podróżującemu np. granie w gry.

### Sprzedaż
Zeekr X jest pierwszym samochodem chińskiej firmy, który został opracowany specjalnie z myślą o rynku europejskim. Początek sprzedaży został wyznaczony na drugi kwartał 2023 roku, poczynając od wybranych krajów Europy Zachodniej jak m.in. Norwegia, Szwecja czy Holandia, by następnie poszerzyć zasięg rynkowy o rodzime Chiny, gdzie ulokowano też produkcję w zakładach w Chengdu.

### Dane techniczne
Zeekr X jest samochodem w pełni elektrycznym, do którego napędu wykorzystany został jeden silnik zasilający przednią oś lub dwa silniki napędzające obie osie. Podstawowa odmiana posiada moc 154 KM lub 268 KM. Topowa, rozwijając moc 428 KM, pozwala rozpędzić się do 100 km/h w 4,5 sekundy i osiąga maksymalną prędkość 190 km/h.  Całkowita pojemność baterii pojazdu wyniosła 66 kWh.